# Partito Laburista Democratico (Barbados)
Il Partito Laburista Democratico (in inglese Democratic Labour Party) è un partito politico barbadiano  fondato nel 1955. È stato ampiamente descritto come partito socialdemocratico di centro-sinistra,  sensibile alle questioni sociali, alla lotta alle disuguaglianze, e allo stato dell'economia.

## Storia
Presentatosi per la prima volta alle elezioni politiche del 1956 il DLP ricevette il 19,9% dei voti e ottenne quattro seggi. Nelle successive elezioni del 1961 ricevette meno voti del BLP, ma vinse la maggioranza dei seggi in Parlamento, e il suo leader, Errol Barrow, divenne quindi premier.
Il partito, grazie ad un'ampia successiva coalizione, riuscì a mantenere per tutto il decennio la posizione di maggioranza, ma successivamente perse le elezioni del 1971 e del 1976, nella quale ottenne solamente 3 seggi.
Tornò alla vittoria nel 1986, conquistando ben 22 seggi, e rimase al potere fino al 1994, quando venne sconfitto dal Partito Laburista di Barbados.
È tornato di nuovo al potere nelle elezioni del 2008, quando David Thompson divenne Primo Ministro. Dopo la sua morte nel 2010, Freundel Stuart è succeduto alla carica e ha portato il partito a una vittoria elettorale di misura nel 2013.
Nel 2022 è stato eletto Ronnie Yearwood è stato eletto nuovo segretario.

## Risultati elettorali
| Elezione          | Voti   | % | Seggi   |
| ----------------- | ------ | - | ------- |
| Parlamentari 1956 | 19.650 |   | 4 / 24  |
| Parlamentari 1961 | 39.534 |   | 15 / 24 |
| Parlamentari 1966 | 72.384 |   | 14 / 24 |
| Parlamentari 1971 | 53.295 |   | 18 / 24 |
| Parlamentari 1976 | 45.786 |   | 7 / 24  |
| Parlamentari 1981 | 55.845 |   | 10 / 27 |
| Parlamentari 1986 | 80.050 |   | 24 / 27 |
| Parlamentari 1991 | 59.900 |   | 18 / 28 |
| Parlamentari 1994 | 47.979 |   | 8 / 28  |
| Parlamentari 1999 | 45.118 |   | 2 / 28  |
| Parlamentari 2003 | 54.746 |   | 7 / 30  |
| Parlamentari 2008 | 77.681 |   | 20 / 30 |
| Parlamentari 2013 | 78.851 |   | 16 / 30 |
| Parlamentari 2018 | 33.985 |   | 0 / 30  |
| Parlamentari 2022 | N.D.   |   | 0 / 30  |